# Clubiona minor
Clubiona minor är en spindelart som beskrevs av Jörg Wunderlich 1987. Clubiona minor ingår i släktet Clubiona och familjen säckspindlar.
Artens utbredningsområde är Kanarieöarna. Inga underarter finns listade i Catalogue of Life.